# Эс-Санамайн
Эс-Санамайн (араб. الصنمين‎) — город на юге Сирии, расположенный на территории мухафазы Даръа. Административный центр одноимённого района.

## История
Арабское название города в переводе означает «два идола». В эпоху античности был известен как Аэре. В городе был расположен храм, посвященный древнегреческой богине случая и удачи Тюхе. В 1111 году в Эс-Санамайне был подписан мирный договор между иерусалимским королём Балдуином I и атабеком Дамаска Тугтегином.

## Географическое положение
Город находится в северной части мухафазы, на плато Хауран, на высоте 640 метров над уровнем моря.

Эс-Санамайн расположен на расстоянии приблизительно 47 километров к северо-северо-востоку (NNE) от города Даръа, административного центра провинции и на расстоянии 43 километров к юго-юго-западу (SSW) от Дамаска, столицы страны.

## Население
По данным официальной переписи 2004 года численность населения города составляла 26 268 человек. В этническом составе населения преобладают арабы, в конфессиональном — мусульмане-сунниты.

## Транспорт
Ближайший крупный гражданский аэропорт — Международный аэропорт Дамаска.